# Andira micans
Andira micans är en ärtväxtart som beskrevs av Paul Hermann Wilhelm Taubert. Andira micans ingår i släktet Andira och familjen ärtväxter. Inga underarter finns listade i Catalogue of Life.